# Otro rollo
Otro rollo fue un programa mexicano de comedia y variedades que se transmitía en vivo en los estudios de Televisa los martes por la noche (en México), conducido por Adal Ramones. 
Este late night show inició el 12 de mayo de 1995 en la ciudad de Puebla y se grababa en las instalaciones del ahora Megacable; los sábados en la tarde emitiéndolo por el canal de TV por suscripción Unicable de Televisa y para 1997 también pasó a formar parte de la programación de Canal 9 de televisión abierta en ese mismo día. Contaba con un estudio pequeño y de bajo presupuesto. 
Debido al gran éxito que tuvo en sus primeros años pasó a formar parte de la programación de Canal 5 los martes a las 9:00 p. m. a partir del 4 de mayo de 1999 y contando esta vez con el apoyo total de Televisa en la producción. Sin embargo no dejó de emitirse por Unicable, siendo los viernes en la noche su repetición. En los Estados Unidos se transmitía en diferido por la cadena Univisión. El 8 de mayo de 2007 y después de 12 años al aire, terminaron las emisiones del programa. Otro Rollo comenzaba generalmente con un monólogo, seguido de segmentos como el "Sketch humorístico", entre otros. También estuvieron presentes en el programa los shows musicales, los que cubrían buena parte del tiempo efectivo de transmisión, ya que la mayoría de los cantantes que asistían eran de nivel reconocido, tanto en el ámbito nacional (mexicano) como internacional.

## Secciones

### Semanales
- El monólogo. El segmento más popular del programa. Originalmente constaba de 20 a 30 minutos de duración de ocurrencias de Adal para abrir cada programa, cuando este se transmitía solamente en la ciudad de Puebla durante aproximadamente 10 meses. Al llegar Otro Rollo a Unicable en México D.F., en 1996 se integró al equipo el escritor Mauricio Jalife Castañón, quien le dio su forma definitiva al monólogo y extendió cada vez más los guiones para que llegaran a durar hasta cincuenta minutos ininterrumpidos. Mauricio Jalife Castañón permaneció escribiendo el monólogo hasta diciembre de 2002, siendo sustituido por su hermano Gerard Jalife Castañón, quién permaneció en Otro Rollo hasta que el programa salió del aire el 8 de mayo de 2007.
- El Reportaje de Yordi Rosado. En esta sección Yordi Rosado presentaba personas de diferentes clases sociales con una labor admirable en la sociedad, dando un toque muy cómico en cada una de las presentaciones con comparaciones hacia el tema. La mayoría de los reportajes fueron acompañados por un espectáculo de Adal en relación con la labor de los invitados, aunque en ocasiones también se centraban en temas o problemas serios de la ciudadanía (como robo de infantes, secuestros, ladrones de automóviles entre muchos otros, por ejemplo).
- El sketch
- El segmento musical
- Famosos invitados

### Especiales o anuales
- Los Vazquez Boys (parodia de la band boy estadounidense Backstreet Boys)
- Gran Carnal (parodia del reality Big Brother (México))
- Señorita Table (agosto de 2004)
- La carrera anual de Botargas
- FOCYU (Festival Original Cantado Y Único)
- La guerra de los villancicos
- La pesera del amor (marzo de 2002)
- Campeonato de Quemados (Con las telenovelas Rebelde y Código Postal)
- Buscando a Memo (enero de 2007)

## Nuevo elenco
Otro rollo tuvo diferentes personalidades en su elenco a lo largo de su historia, como la actriz Consuelo Duval que dejó el programa para entrar en La hora pico.

En la emisión del día 25 de mayo de 2006 y a menos de un mes para el 11.º aniversario de Otro rollo, Adal Ramones presentó a un nuevo elenco de actores constituido por Tamara Vargas, Eddy Vargas, Samia Bracamontes, Luis Orozco y Yulianna Peniche; aunque fue la despedida de Roxanna Castellanos, Eduardo España y Gabriela Platas (conocida dentro del programa y fuera de él como Gaby Platas).
El elenco final del programa hasta su última transmisión fue: Adal Ramones, Yordi Rosado, Mauricio Castillo, Manola Diez, Tamara Vargas, Eddy Vargas, Samia Bracamontes, Luis Orozco y Yulianna Peniche. Jorge Alejandro reemplazó a Adal Ramones en la dirección de escena y sketches.

### El fin del programa
El programa fue transmitido por última ocasión el 8 de mayo de 2007 en vivo desde los estudios de Televisa como normalmente lo había hecho. El conductor argumentó que tuvo una propuesta para una nueva serie de televisión producida por Televisa la cual llevaría por título ¿Y ahora qué hago? en la que Adal Ramones sería el protagonista. La serie no tuvo mucho éxito y solo contó con una temporada, no consiguió tantos televidentes como Otro Rollo, ya que ese no era el tipo de programas de más agrado para jóvenes y adolescentes.
La noche del martes 8 de mayo de 2007, fecha más cercana en la que el programa Otro Rollo cumpliera 12 años, se emitió por última vez en vivo desde el estudio 6 de Televisa San Ángel. El último programa tuvo la presencia de personalidades como la del presidente de grupo Televisa Emilio Azcárraga Jean, Joaquín López-Dóriga que se enlazó al programa desde su noticiero para toda la República Mexicana en el canal 5 y el Canal de las Estrellas. Además, una llamada telefónica con el entonces presidente de la República Mexicana, Felipe Calderón Hinojosa, el cual agradeció al conductor el haber hecho pasar momentos de diversión a las familias mexicanas.
El último programa recordó los últimos 20 mejores momentos, presentó a los programas que ocuparían el horario y también se hizo homenaje a famosos fallecidos que alguna vez estuvieron en el estudio. Adal Ramones no pudo contener las lágrimas, Mauricio Castillo, Yordi Rosado y Lalo Suárez acompañaron a este hasta los últimos momentos del popular programa.
Gaby Platas y Consuelo Duval fueron las únicas exintegrantes del elenco de Otro Rollo que no asistieron al final del programa.
Tras más de cuatro horas de transmisión, todo el elenco uno a uno fueron subiendo por las escaleras que alguna vez bajaron y su foto en el estudio se apagaba conforme salían del estudio. La madrugada del miércoles 9 de mayo del 2007 a las 02:19 minutos las luces del foro 6 de Televisa se apagaron después de que Adal Ramones se despidiera y con esto se puso fin a Otro Rollo tras casi 12 años de trasmisiones ininterrumpidas.

## Posible regreso a la televisión
Después de 13 semanas de que el programa Otro Rollo dejara de transmitirse ya estaba pensándose en que este podría regresar nuevamente a la televisión para aproximadamente un año. Esto debido a que ejecutivos de Televisa se reunieron con Adal Ramones para analizar la posibilidad de que regrese con el programa. Sin embargo, su serie de televisión "¿Y ahora qué hago?" que él mismo protagoniza no llena, y ni era su función, el espacio que quedó después de que Otro Rollo dejara de transmitirse. El conductor se dice preparado para nuevos proyectos pero que Otro Rollo también forma parte de su vida.
El 24 de junio de 2008 Adal Ramones confirmó que la emisión nocturna "Otro rollo" regresaría con un nuevo formato y más sorpresas. Aunque no dijo nada acerca de detalles, se especulaba que Otro Rollo regresaría a principios o mediados del año 2010, sin embargo, la serie no regresó al aire en el tiempo declarado por Adal Ramones dejando en duda el asunto. Se pensaba que regresaría en septiembre debido a la popularidad del Mundial Sudafricano. Después, Adal confirmó que Otro Rollo no regresaría, para dedicarle más tiempo a su familia y decir que vendrá una nueva serie. Sin embargo, en febrero del 2011, Ramones confirmó que la emisión regresaría para noviembre o diciembre del mismo año. Hasta el momento solo se sabe de la participación de Adal Ramones y Yordi Rosado. En el programa "No le digas a nadie", Adal Ramones afirmó que regresaría a finales del 2012.
A mediados del año 2012, el conductor afirmó que el proyecto se había "atorado" debido a la selección del elenco y no a un asunto monetario, argumentando que eso ya estaba arreglado con los productores de Televisa, y que el regreso del programa se planeaba para el primer trimestre del año 2013. Ramones destacó que las redes sociales como Facebook y Twitter jugarán un papel importante en la nueva temporada, sobre todo en los monólogos que se planean, serían en vivo nuevamente.
En marzo del 2014, Ramones confirmó que el programa "Otro Rollo" no volvería a la televisión, sin embargo el regresaría con un nuevo programa de entrevistas ese mismo año, que se comenzaría a transmitir después de la Copa Mundial de Fútbol de 2014.
En septiembre de 2015, Adal Ramones regresa con un programa tipo late night show, que se transmite una vez al mes por Canal 2. Dicho programa fue un fracaso rotundo, ya que estaba muy lejos de la calidad que algún día mostró Otro Rollo.
En 2018 sucede un suceso que cambia el giro de un posible regreso del programa, pues Adal Ramones llegaba a TV Azteca y era presentado como nuevo conductor de La Academia en su retorno del reality show después de algunos años de ausencia. Más tarde sería parte del jurado de México Tiene Talento a principios de 2019. En septiembre, a unos meses de que regresará con La Academia publicó unas fotos con Yordi Rosado, Mauricio Castillo, Gaby Platas, Roxana Castellanos, Eduardo España y Consuelo Duval en un restaurante de Polanco. Muchos seguidores de esos conductores especulan que el programa iba a regresar, sin embargo Adal y Yordi los desmintieron, pero también dijeron que preparan una gran sorpresa.

## Toma del Programa En Vivo 2006
Pocos minutos después de iniciada la transmisión, a las 21 horas, cuando el conductor Adal Ramones iniciaba su "monólogo", el grupo de manifestantes coreó "Calderón entiende, la gente no te quiere" y "Adal, tienes el valor o te vale". En un primer intento por acallar al público el conductor del programa quiso iniciar una dramatización, además de exhortar al público asistente a "respetar un programa que trabaja para divertir a millones de personas en todo el país", pero fue avasallado ante el insistente grito de "fraude, fraude, fraude", lo que motivó que la transmisión se interrumpiera con una pausa comercial que se prolongó por más de 15 minutos.
Versiones de actores e integrantes de la producción señalan que un grupo de poco más de 100 jóvenes -300 de acuerdo con los inconformes- ingresaron al foro seis, luego de formarse por varias horas y recibir un boleto de acceso, para, al iniciar la transmisión, en una acción "concertada", lanzar consignas, lo que motivó que personal de seguridad de Televisa los intentara desalojar. En un principio los manifestantes se negaron a salir del foro; sin embargo, cuando los inconformes se dieron cuenta de que, si dejaban el lugar, el foro quedaría vacío, decidieron retirarse y dejar completamente abandonadas las sillas para el público.
Por lo anterior, la producción se vio obligada a cambiar el lugar desde donde se terminó de transmitir el programa, mientras que los jóvenes abandonaron las instalaciones de la televisora coreando la consigna "sufragio efectivo, no imposición", así como estrofas de la canción del cantautor argentino Diego Torres, "saber que se puede, querer que se pueda, quitarse los miedos, sacarlos afuera. Pintarse la cara, color esperanza, tentar el futuro con el corazón".
Poco antes de las 22 horas, los manifestantes, quienes aún permanecían frente a la sede de Televisa San Ángel, en Periférico Sur, señalaron que se trató de una manifestación "pacífica y ordenada, en la que quisimos expresar nuestros rechazo al fraude electoral y como una demanda a la apertura de los medios electrónicos, quienes insisten en violentar el derecho a la información". Expresaron su rechazo y la falta de respeto al voto. "En 1988 nadie de nosotros pudo votar, ahora que lo hicimos exigimos que se respete nuestra voluntad". También advirtieron que se convertirán en una "sombra del presidente espurio", a quien señalaron que le espera un periodo de gobierno de "movilizaciones y protestas".

## Hechos memorables del programa
En agosto de 1996, el Poeta de Joaquín Rivera le rompió un florero a Adal en la Cabeza 
En marzo de 2001, el Dr. Jonathan Reed se presentó junto con Jaime Maussan en el programa para presentar un caso mundialmente conocido de un extraterrestre que él encontró en los bosques de los Estados Unidos, siendo la primera ocasión que aparecía públicamente en un programa de televisión.
En el año 2002 la actriz para adultos Julia Taylor fue invitada al programa, esto causó un gran impacto en el público.
En octubre de 2002, teniendo como invitado a Enrique Iglesias, se le presentó junto con Adal en "El Reto Burundis". Adal sufrió un accidente, causándole quemaduras en el rostro, que le incapacitarían para seguir al frente de la emisión por algunas semanas. A su regreso, mostró la cinta del incidente, haciendo incluso burla del mismo en un sketch, donde el elenco planeaba la desaparición de Adal.
La participación del cantante británico Robbie Williams al programa, en la cual el artista pidió comida mexicana por teléfono hablando en español. 
La llegada del actor Will Smith al programa, este jugó al baloncesto con Ramones. 
La visita de Sylvester Stallone al programa, al cual, Ramones invitó al ring y pelearon de una manera muy cómica. 
Las diversas visitas del cantautor guatemalteco Ricardo Arjona al programa. 
Unos años después, en 2005, Yordi Rosado se fracturaría uno de sus dedos en vivo en una temática de un columpio sobre una piscina con la participación del exgrupo Sentidos Opuestos.
El cantante italiano Tiziano Ferro fue depilado en vivo como castigo por su comentario de mal gusto acerca de las mexicanas y sus "bigotes", en el año 2006.
La visita del famoso "Edgar" al programa, protagonista del viral vídeo de "La caída de Edgar", en 2007.